# Philips van Marnix

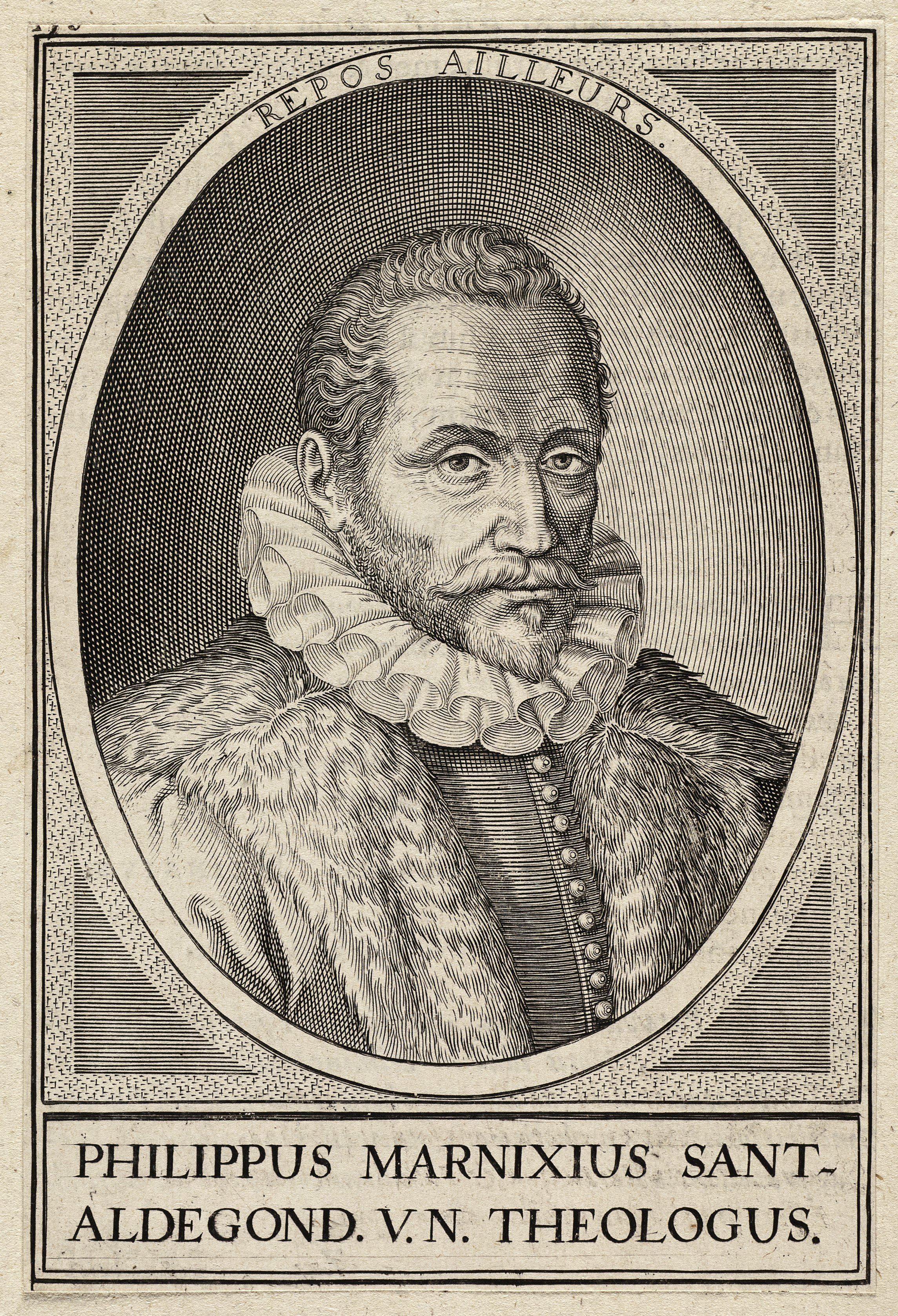
Philips van Marnix de St. Aldegonde

Philips van Marnix, Heer van Sint Aldegonde (* 1540 in Brüssel; † 15. Dezember 1598 in Leiden) war ein niederländischer Schriftsteller, Offizier und Politiker.

## Leben
Marnix stammte aus einer adeligen Familie aus Brüssel. Sein Vater war Jacob van Marnix, Baron von Pottes. Er studierte unter anderem in Genf bei Johannes Calvin und Théodore de Bèze. Nach Abschluss seines Studiums kehrte Marnix 1560 voller Hass gegen die spanische Herrschaft nach Brüssel zurück.
1558 erbte er von seinem Vater die Herrschaft St. Aldegonde in der Grafschaft Hennegau. 1578 kaufte er auch die Burg und Herrschaft West-Souburg in der Grafschaft Zeeland.

Wappen des Philips van Marnix

1566 verfasste er die Kompromissakte, in der Mitglieder des niederen Adels Glaubens- und Kulturfreiheit forderten und gegen die Einführung der Inquisition Einspruch einlegten. Aber schon im darauffolgenden Jahr musste er vor den spanischen Truppen unter dem Herzog von Alba fliehen und er ging ins Exil, zunächst nach Friesland, später in die Kurpfalz. Marnix nahm 1568 am Weseler Konvent teil, bei dem die niederländischen reformierten Flüchtlingsgemeinden ihre Selbstorganisation festlegten, und unterzeichnete 1570 eine Einladung zu einer weiteren Synode, die 1571 als Synode von Emden realisiert werden konnte.
Um 1570 trat er in die Dienste Wilhelms I. von Oranien-Nassau, dem er später bei der Gründung des niederländischen Staates behilflich war. Mehrere diplomatische Missionen führten ihn im Auftrag seines Dienstherrn unter anderem nach Paris und London sowie 1572 zur Dordrechter Ständeversammlung. Bei einem dieser Aufträge wurde er 1573 von den Spaniern verhaftet und in Maaslandsluys eingekerkert. Doch schon ein Jahr später konnte er ausgetauscht werden.
1583 wurde er zusätzlich noch mit dem Amt des Bürgermeisters von Antwerpen betraut. Als solcher wollte er zusammen mit den Naturwissenschaftlern Simon Stevin, Daniel Heinsius, Caspar van Baerle und den Schriftstellern Karel van Kampen und Joost van den Vondel die Rederijkers (Redekammer) wieder aufleben lassen. Nach der monatelangen Belagerung der Stadt durch die von Alessandro Farnese geführten spanischen Truppen musste er ihm am 17. August 1585 die Stadt übergeben.
Marnix wird auch die Urheberschaft am Text des Wilhelmus, der Nationalhymne der Niederlande, nachgesagt.
Im Alter von 58 Jahren starb Philips van Marnix am 15. Dezember 1598 in Leiden.
Seine Tochter Elizabeth heiratete den englischen Heerführer Sir Charles Morgan (1575–1642).

## Ehrungen
- 1992 wurde der Asteroid (5002) Marnix nach ihm benannt.

## Werke
- Edgar Quinet (Hrsg.): Œuvres. Paris 1837–1860, 8 Bände, davon 2 auf Niederländisch
- Godsdienstige en kerkelijke geschriften. Voor het eerst of in herdruk uitgegeven met historische inleiding en taalkundige opheldering door J.J. van Toorenenbergen. ‘s Gravenhage: Nijhoff 1. 1871. 2. 1873. 3. 1891. [4.] Verscheidenheden uit- en over de nalatenschap. 1878. [Dieser Band wird in der Forschungsliteratur immer wieder fälschlich als Band 3 zitiert.]  [5.] Marnixia Anonyma. Nieuwe verscheidenheden uit en over zijn nalatenschap. 1903. [Das Supplement zum Supplement]
- Marnixi Epistulae/De briefwisseling van Marnix van Sint-Aldegonde
  - I (1558–1576). Brussel, 1990.
  - II (1577–1578). Brussel, 1992.
  - III (1579–1581). Brussel, 1996.
  - IV (1582–1584). Brussel, 2006.
  - V (1585–1598). Wetteren/Brussel, 2017.